# Milan Orlić
Milan Orlić (serbisch-kyrillisch: Милан Орлић; * 15. November 1962 in Pančevo, Jugoslawien) ist ein serbischer Dichter, Schriftsteller und Verleger.

## Biografie
Milan Orlić absolvierte nach der Matura ein Studium (Magister) an der Philosophischen Fakultät der Universität Belgrad. Im Jahre 1987 veröffentlichte der Belgrader Verlag Prosveta den ersten Prosaband des fünfundzwanzigjährigen Autors und zwei Jahre später war Orlić einer der Herausgeber des literarischen Jahrbuchs des 14. Rukopisi (Manuskripte) Festivals 1989. Das bis heute alljährlich stattfindende Festival wird seit 1977 vom Haus der Jugend (Dom omladine) seiner Geburtsstadt zur Förderung junger Autoren veranstaltet. Im Jahre 1994 begann er neben seiner künstlerischen Laufbahn mit der Gründung des Verlags Mali Nemo auch eine Karriere als Unternehmer. Das Verlagssortiment umfasst sowohl literaturwissenschaftliche, geisteswissenschaftliche und kulturgeschichtliche als auch belletristische Publikationen von intellektuellen Persönlichkeiten und jungen Autoren der zeitgenössischen Literatur Serbiens. Der Dichter und Schriftsteller Orlić wurde mehrfach mit serbischen Literaturpreisen ausgezeichnet, unter ihnen so renommierte Preise wie der Isidora-Sekulić-Preis (1995), der Branko-Miljković-Preis (1998) und der Milan-Rakić-Preis (2006). Als Verleger gründete er selbst einen nach dem Verlag benannten Preis zur Förderung zeitgenössischer Literatur. Der Mali-Nemo-Preis (Nagrada Mali Nemo) wurde von 2007 bis 2013 jedes Jahr während der Belgrader Buchmesse vergeben.  2004 war sein Verlag der einzige Repräsentant aus der Vojvodina bei der Frankfurter Buchmesse.
In den letzten zwei Jahrzehnten sind zahlreiche von ihm verfasste Rezensionen und Essays zur serbischen Literatur in namhaften Magazinen (u. a. Letopis Matice srpske, Polja, Koraci) der Literaturszene Serbiens veröffentlicht worden. Er selbst ediert seit vielen Jahren als Chefredakteur das mittlerweile viel beachtete Literaturmagazin Sveske (Serbisch: Notizbücher). Milan Orlić hat bisher an vielen internationalen akademischen Tagungen, Symposien und literarischen Soiréen von Institutionen wie zum Beispiel dem Centre culturel de Serbie (Paris, 2012) oder der Association for Slavic, East European & Eurasian Studies (Boston, 2013) teilgenommen. Er war von 2002 bis 2005, 2010 und im Jahre 2013 zeitweiliger Dozent für serbische Literatur und hielt Vorlesungen an den Universitäten in Paris, Prag, Brünn, Krakau, Danzig, Breslau, Posen, Opole und Melbourne. Eine Auswahl seiner Lyrik ist 2006 und 2008 in Anthologien in rumänischer und polnischer Übersetzung erschienen. In englischer Übersetzung sind einige seiner Gedichte 2001, 2013 und 2016 in der International Poetry Review (Greensboro, North Carolina), in The Literary Review (Madison, New Jersey) und von einem Verlag in New Orleans publiziert worden. Zwei seiner Gedichtbände sind 2013 in einer französischen Ausgabe erschienen. Im Jahre 2015 krönte Milan Orlić seinen erfolgreichen Lebensweg mit der Promotion zum Doktor der Philosophie an der Monash Universität in Melbourne.

## Werke (Auswahl)
- O ne/stvarnom: pričoroman (Über das Un/Wirkliche: Novelle), Književna omladina Srbije, Belgrad 1987, ISBN 86-7343-012-7.
- Momo u polarnoj noći: bajka za odrasle (Momo in der Polarnacht: Ein Märchen für Erwachsene), Prosveta, Belgrad 1992, ISBN 86-07-00671-1, Roman.
- Iz polarne noći (Aus einer Polarnacht), Prosveta, Belgrad 1995, ISBN 86-07-00911-7, Gedichte.
- Zapisi iz polarne noći (Notizen aus einer Polarnacht), Prosveta, Belgrade 1997, ISBN 86-07-00000-4, Essays.
- Bruj milenija (Das Summen des Jahrtausends), Prosveta, Belgrad 1998.[18]
- Grad, pre nego što usnim (Die Stadt bevor ich einschlafe), Mali Nemo, Pančevo 2005, ISBN 86-83453-63-4, Gedichte.
- Žudnja za celinom (Sehnsucht nach Ganzheit), Mali Nemo, Pančevo 2009, ISBN 978-86-7972-043-6, Gedichte.
- Ardent désir d'unité; La ville, avant que je m'endorme (Sehnsucht nach Ganzheit; Die Stadt bevor ich einschlafe), L'Harmattan, Paris 2013, ISBN 978-2-343-01928-4.
- Andrić, Crnjanski, Pekić : pripovedne strukture srpskog (post)modernističkog romana: dekonstrukcija pripovednog subjekta i rekonstrukcija figure pripovedača (Andrić, Crnjanski, Pekić: Erzählstrukturen des serbischen (post) modernistischen Romans: die Dekonstruktion des erzählerischen Subjekts und die Rekonstruktion der Erzählerfigur), Mali Nemo, Pančevo 2017, ISBN 978-86-7972-107-5, Literaturtheorie.[19]